# Mardin
Mardin (arabisch ماردين, DMG Mārdīn, reichsaramäisch ܡܪܕܝܢ Mrde, kurmandschi Mêrdîn) liegt in der gleichnamigen Provinz Mardin im türkischen Teil Mesopotamiens. Die Stadt liegt in der türkischen Region Südostanatolien, rund 20 km nördlich der Grenze zu Syrien und nicht weit von der zum Irak. Seit einer Gebietsreform ab 2013 umfasst die neu gebildete Büyükşehir belediyesi (Großstadtgemeinde/Metropolprovinz) Mardin die gesamte Provinz Mardin. Die alte Stadt, die bisherige Kommune Mardin, und der bisherige Zentralbezirk der Provinz wurden unter dem Namen Artuklu als eigenes İlçe und als damit flächenmäßig deckungsgleiche Teilkommune der Großstadtgemeinde organisiert.

## Geografie
Die Altstadt von Mardin schmiegt sich an den Burghügel und schaut über die Tiefebene von Mesopotamien, an deren Rand sie liegt. Im Norden und Westen erhebt sich der Tur Abdin.

### Klimatabelle
|                        | Jan  | Feb   | Mär  | Apr  | Mai  | Jun  | Jul  | Aug  | Sep  | Okt  | Nov  | Dez  |   |       |
| Mittl. Temperatur (°C) | 3,4  | 4,1   | 8,2  | 13,9 | 19,8 | 26,0 | 30,2 | 29,7 | 25,3 | 18,6 | 10,7 | 5,5  | ⌀ | 16,3  |
| Mittl. Tagesmax. (°C)  | 6,4  | 7,5   | 12,1 | 18,0 | 24,5 | 31,2 | 35,5 | 35,1 | 30,5 | 23,3 | 14,5 | 8,4  | ⌀ | 20,6  |
| Mittl. Tagesmin. (°C)  | 0,8  | 1,2   | 4,7  | 10,0 | 15,2 | 20,3 | 24,7 | 24,7 | 20,8 | 14,7 | 7,7  | 2,9  | ⌀ | 12,4  |
|                        |      |       |      |      |      |      |      |      |      |      |      |      |   |       |
| Niederschlag (mm)      | 97,9 | 110,5 | 91,1 | 73,3 | 36,3 | 7,1  | 1,7  | 0,4  | 2,5  | 34,2 | 67,2 | 98,7 | Σ | 620,9 |
|                        |      |       |      |      |      |      |      |      |      |      |      |      |   |       |
| Sonnenstunden (h/d)    | 4,6  | 5,0   | 6,1  | 7,5  | 10,0 | 12,5 | 12,7 | 11,8 | 10,4 | 7,6  | 5,8  | 4,5  | ⌀ | 8,2   |
|                        |      |       |      |      |      |      |      |      |      |      |      |      |   |       |
| Regentage (d)          | 10,3 | 10,2  | 10,8 | 9,7  | 6,3  | 1,8  | 0,6  | 0,2  | 0,8  | 5,1  | 7,3  | 9,9  | Σ | 73    |

| 0,8 |

| 1,2 |

| 4,7 |

| 10,0 |

| 15,2 |

| 20,3 |

| 24,7 |

| 24,7 |

| 20,8 |

| 14,7 |

| 7,7 |

| 2,9 |

| 0,8 |

| 1,2 |

| 4,7 |

| 10,0 |

| 15,2 |

| 20,3 |

| 24,7 |

| 24,7 |

| 20,8 |

| 14,7 |

| 7,7 |

| 2,9 |

## Geschichte
Die Stadt wurde nacheinander von den Aramäern, Hurritern, Hethitern, Assyrern, Babyloniern, Amoritern, Persern, Parthern, Römern, Arabern, Kurden, Seldschuken und Osmanen beherrscht. In assyrischer Zeit war sie Teil von Izalla, was sich in der frühbyzantinischen Bezeichnung Izala niederschlug. Ammianus Marcellinus erwähnt im vierten Jahrhundert die zwei Festungen Maride und Lorne auf dem Weg von Amid (Diyarbakır) nach Nisibis. Auf Aramäisch heißt die Stadt Marde bzw. Merde; im Oströmischen Reich hieß sie auf Griechisch Mardia oder Margdis, unter den Arabern dann Mardin. Unter der türkischen Herrschaft wurde dieser Name beibehalten.
1915/16 wurden die meisten arabischen, aramäer (Suryoye) und armenischen Christen der Stadt im Zuge des Völkermords an den Armeniern und an den Suryoye umgebracht. Erstmals fand am 15. August 1915 ein öffentlicher Handel mit armenischen Frauen statt.
Der Bischof von Mardin ist zugleich der Abt des Klosters Deyrülzafarân. Der syrisch-orthodoxe Patriarch hatte ab 1293 seinen Sitz bei Mardin. 1924 verlegte er den Sitz des Patriarchats in das französische Mandatsgebiet. Von 1850 bis zum Völkermord an den Suryoye war Mardin auch Sitz des Oberhaupts der syrisch-katholischen Kirche. Das Gebäude der Patriarchatskirche wurde nach dem Völkermord vom Militär genutzt, bis 1988 das Kulturministerium das Gebäude der syrisch-katholischen Kirche abkaufte und dort 1995 das Mardin Museum errichtet hat.
Im Zuge einer Verwaltungsreform wurde mit Gesetz Nr. 6360 vom 12. November 2012 die provinziale und kommunale Selbstverwaltung der Provinz Mardin als Großstadtkommune (Büyükşehir Belediyesi) organisiert. Für das gesamte Gebiet der Provinz wurde eine kommunale Organisation, die Mardin Büyükşehir Belediyesi eingerichtet. Diese verdrängte auch die aufgelöste Selbstverwaltung der Provinz, die İl Özel İdaresi, die bisher unter dem Vorsitz des Gouverneurs von der Provinzversammlung, der İl Meclisi geleitet wurde. Auf untergeordneter Verwaltungsebene wurde in jedem Unterbezirk (İlçe) eine gleichnamige Gemeinde eingerichtet. Der bisher dem Gouverneur direkt unterstehende Zentralbezirk (Merkez İlçesi) wurde unter Vergrößerung zum İlçe Artuklu mit einer eigenen Verwaltung und einer eigenen (Teil-)Gemeinde, die auch die bisherige Stadtgemeinde ablöste. Die Mahalle (Stadtviertel/Siedlungseinheiten) der bisherigen Provinzhauptstadt und der bisherigen İlçe-Zentren blieben erhalten; im Übrigen wurden die Dörfer und alle anderen Gemeinden in Mahalle überführt. Provinz und Großstadtkommune wie die Institutionen auf İlçe-Ebene fungieren parallel jeweils im selben Territorium mit getrennten Verwaltungen als staatliche und kommunale Behörden.

## Bevölkerung, Sprachen und Religionen
Die Bevölkerung Mardins besteht heute aus Türken, Kurden und Arabern sowie der größten aramäischen Minderheit des Landes. Neben Muslimen und aramäischen Christen lebten bis vor einigen Jahrzehnten einige tausend jesidische Kurden in der Provinz Mardin. Diese sind mittlerweile überwiegend nach Westeuropa ausgewandert; es gibt noch eine kleine christliche Gemeinde in Mardin, das auch Bischofssitz ist.

### Einwohnerentwicklung
Im Jahr 1915 gab es etwa 50.000 Einwohner
- 27.000 Muslime
- 20.000 Syrisch-Orthodoxe (Aramäer)
- 00.500 Syrisch-Katholische
- 00.300 Protestanten
- 00.100 Mitglieder der Chaldäisch-katholischen Kirche

#### Detaillierte Ergebnisse
Die Werte der linken Tabelle entstammen E-Books (der Originaldokumente), die Werte der rechten Tabelle basieren aus der Datenabfrage des türkischen Statistikinstituts TÜIK
| Jahr | Stadt  | zentr. Kreis | Provinz |
| ---- | ------ | ------------ | ------- |
| 1927 | 22.249 | 47.164       | 183.317 |
| 1935 | 22.517 | 52.749       | 229.921 |
| 1940 | 23.270 | 41.131       | 252.505 |
| 1945 | 18.522 | 38.591       | 234.457 |
| 1950 | 19.354 | 42.595       | 269.490 |
| 1955 | 24.329 | 45.411       | 305.520 |
| 1960 | 28.382 | 56.816       | 353.411 |
| 1965 | 30.974 | 61.519       | 397.880 |
| 1970 | 33.740 | 66.975       | 453.092 |
| 1975 | 36.629 | 73.704       | 519.687 |
| 1980 | 39.137 | 78.020       | 564.967 |
| 1985 | 44.085 | 91.139       | 652.069 |
| 1990 | 53.005 | 83.863       | 557.727 |
| 2000 | 65.072 | 108.340      | 705.098 |

| Jahr | Stadt     | zentr. Kreis | Provinz |
| ---- | --------- | ------------ | ------- |
| 2007 | 82.134    | 130.916      | 745.778 |
| 2012 | 86.948    | 139.254      | 773.026 |
| 2013 | 148.066 * | 148.066 *    | 779.738 |
| 2017 | 168.600 * | 168.600 *    | 809.719 |
| 2020 | 182.400 * | 182.400 *    | 854.716 |

* Stadt und Landkreis sind seit 2013 vereint

## Wirtschaft und Verkehr
Die Wirtschaftskraft basiert auf Landwirtschaft und Handel. In letzter Zeit gewinnen auch kleine handwerkliche Werkstätten und Handarbeiten zunehmend an Bedeutung.

### Verkehr
Mardin hat einen Flughafen (Flughafen Mardin) und wird von Ankara, Istanbul und Izmir aus angeflogen. Der Betreiber ist die staatliche Devlet Hava Meydanları İşletmesi Behörde.
Mardin ist über die E-90 mit Adana verbunden und ist die Verbindung zwischen der Türkei und dem Nahen Osten. Straßen führen nach Syrien und in den Irak. Mardin liegt an der Bahnlinie nach Syrien.

## Sehenswürdigkeiten

### Zitadelle
Die Festung von Mardin wird Adlernest genannt. Sie liegt rund 500 Meter über der Ebene.

### Medresen
- Die Kasımiye-Medrese wurde 1469 auf Anordnung von Kasım Pascha gebaut. Die Medrese enthält eine Moschee und eine Unterkunft.
- Die Zinciriye-Medrese wurde 1385 von Melik Necmettin Isa erbaut. Mit ihren gestreiften Kuppeln und monumentalen Haupteingang ist sie eines der beeindruckendsten Gebäude Mardins.
- Die Sıtti-Radaviye-Medrese wurde 1177 in Auftrag gegeben. In der Moschee, die zur Medrese gehört, gibt es einen Fußabdruck des Propheten Mohammed.

### Moscheen
- Die Große Moschee (Ulu Cami) ist die älteste Moschee in Mardin. Das Minarett ist inschriftlich 1176 datiert, die Moschee dürfte daher in den 1160er/1170er Jahren vom Ortoqiden Kudbeddin Ilgazi erbaut worden sein. Laut einer anonymen syrischen Chronik von 1234 steht diese Moschee möglicherweise an der Stelle der 1170 von Muslimen eingenommenen Kirche der Vierzig Märtyrer.[13]

- Die Abdullatif-Moschee wurde während der Herrschaft der Ortoqiden 1314 durch Abdullatif Bin Abdullah erbaut. Sie enthält schöne Beispiele für damalige Holzarbeiten.
- Die Reyhaniye-Moschee wurde 1756 von Ahmet Paschas Tochter Adile Hanım wieder aufgebaut. Die Minaretts sind achteckig.

### Kloster und Kirchen
Innerhalb der Stadt wurden einige Kirchen in den letzten Jahren restauriert. Dazu gehört das Mort Şmuni.
Etwa drei Kilometer außerhalb der Stadt liegt das Kloster Zafaran. Es wurde 493 n. Chr. gegründet und ist eines der religiösen Zentren des Tur Abdin, das für Jahrhunderte auch Sitz des Patriarchen bzw. Gegenpatriarchen der Syrisch-Orthodoxen Kirche war, die hier im Kloster begraben sind. Das Patriarchat wurde 1933 aufgrund der Christenverfolgungen in der Türkei ins syrische Homs (und 1959 von dort nach Damaskus) verlegt.
Mardin ist Titularerzbistum der Armenisch-Katholischen Kirche (Mardin degli Armeni), der Chaldäisch-Katholischen Kirche und der Syrisch-katholischen Kirche (Mardin dei Siri).
Das Mardin-Museum befindet sich in der Kirche des früheren syrisch-katholischen Patriarchats.

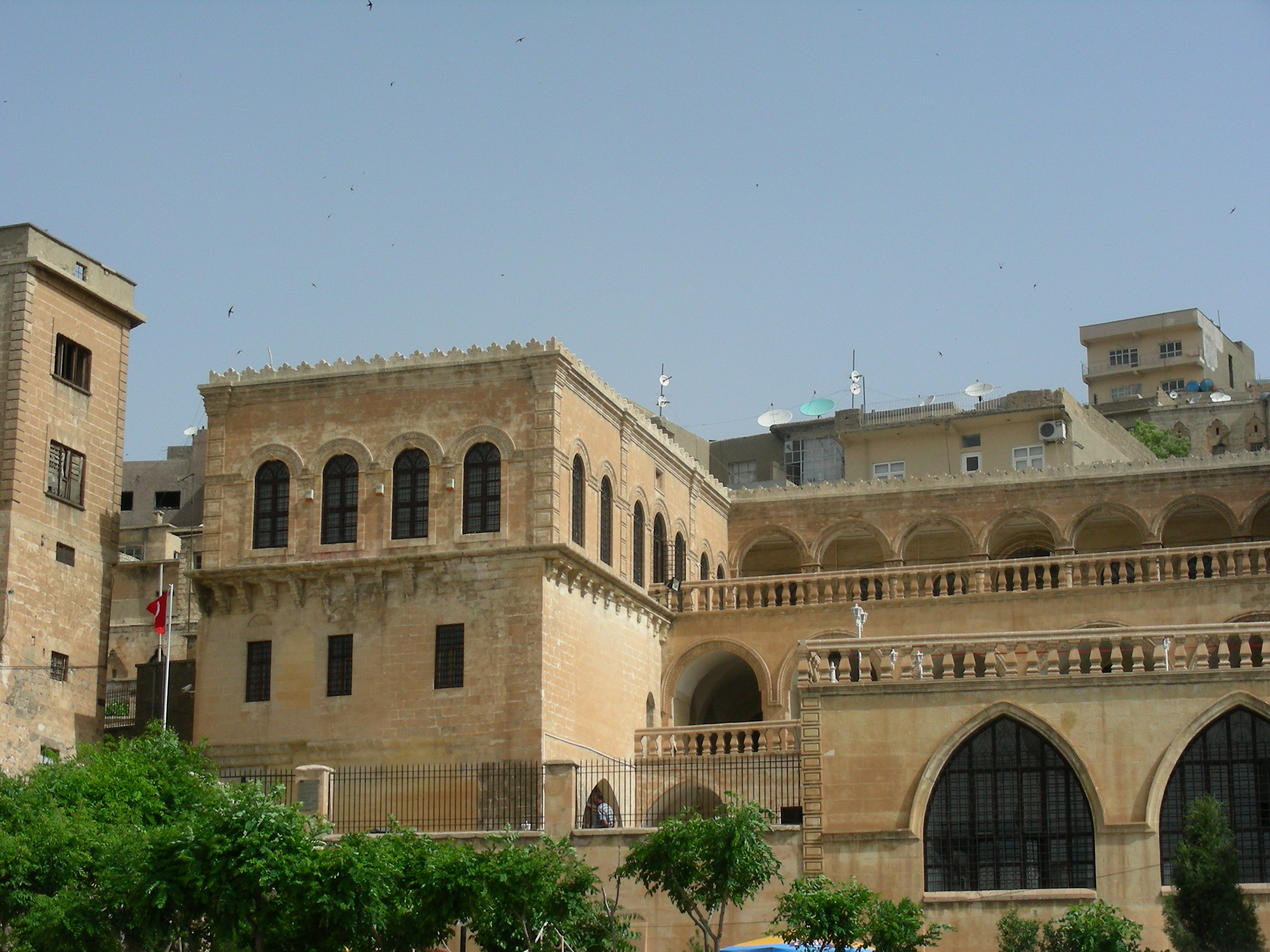
Gebäude in der Altstadt
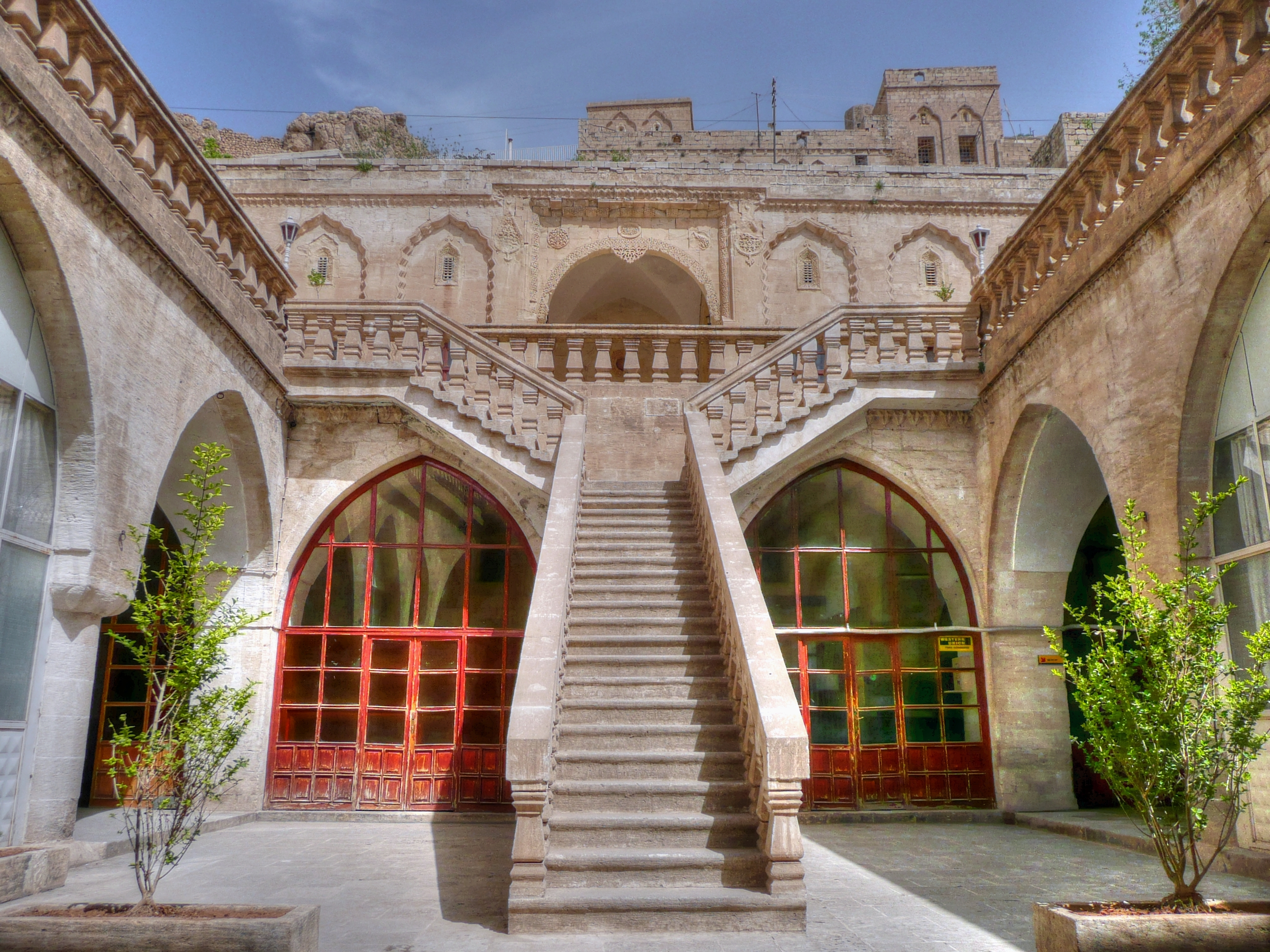
Hauptpostamt
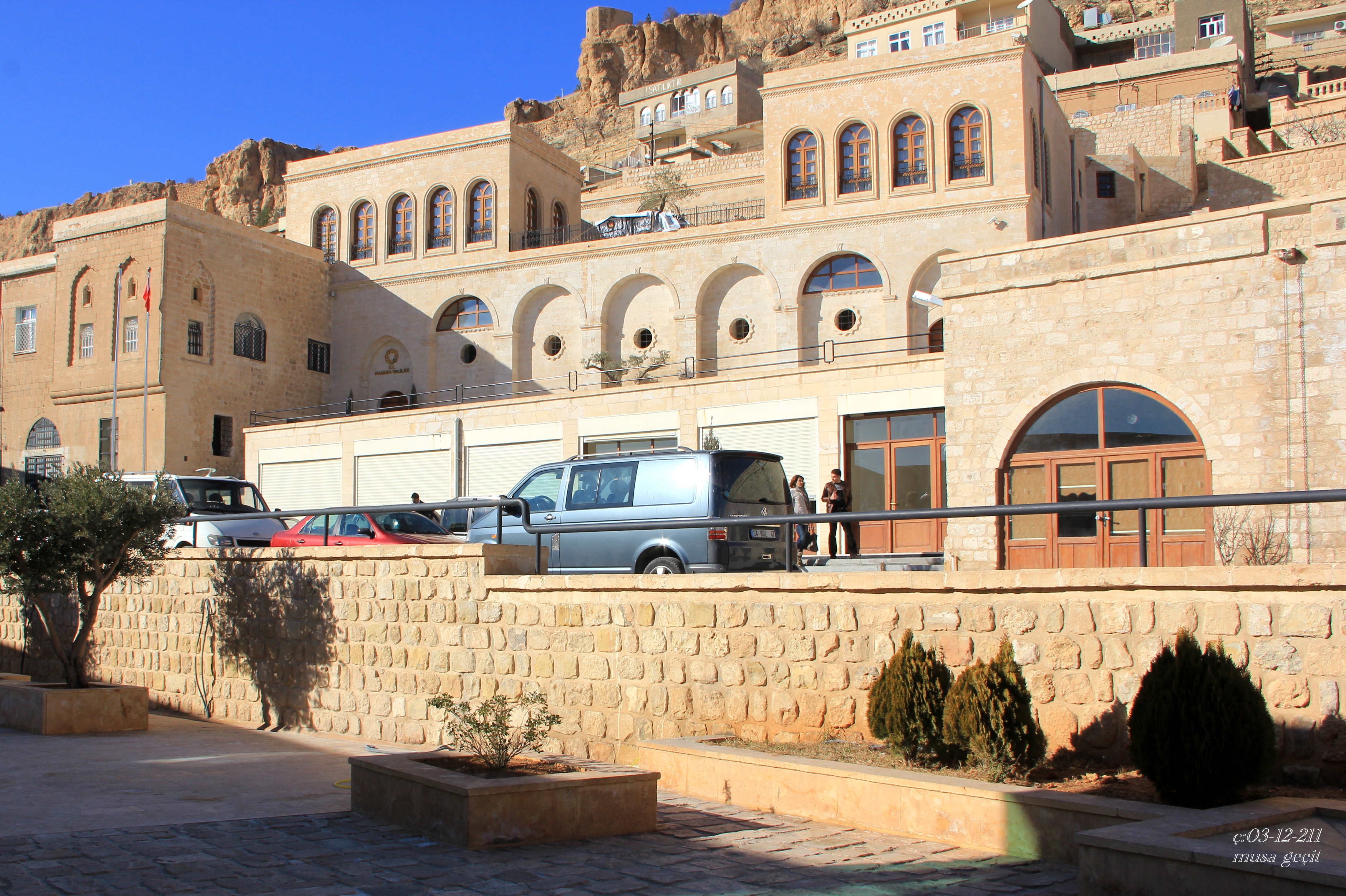
In der Altstadt
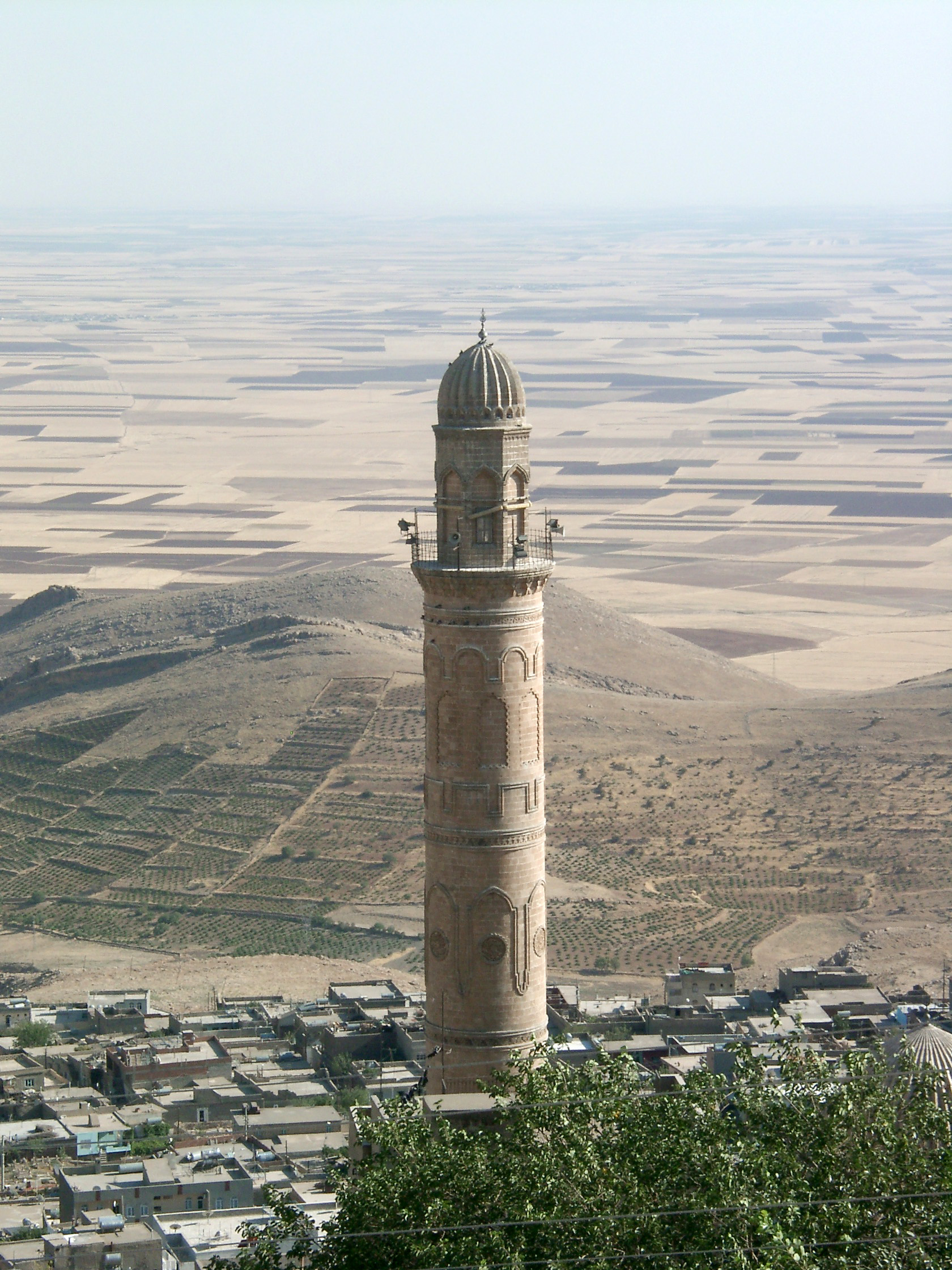
Minarett der Großen Moschee (Ulu Cami)
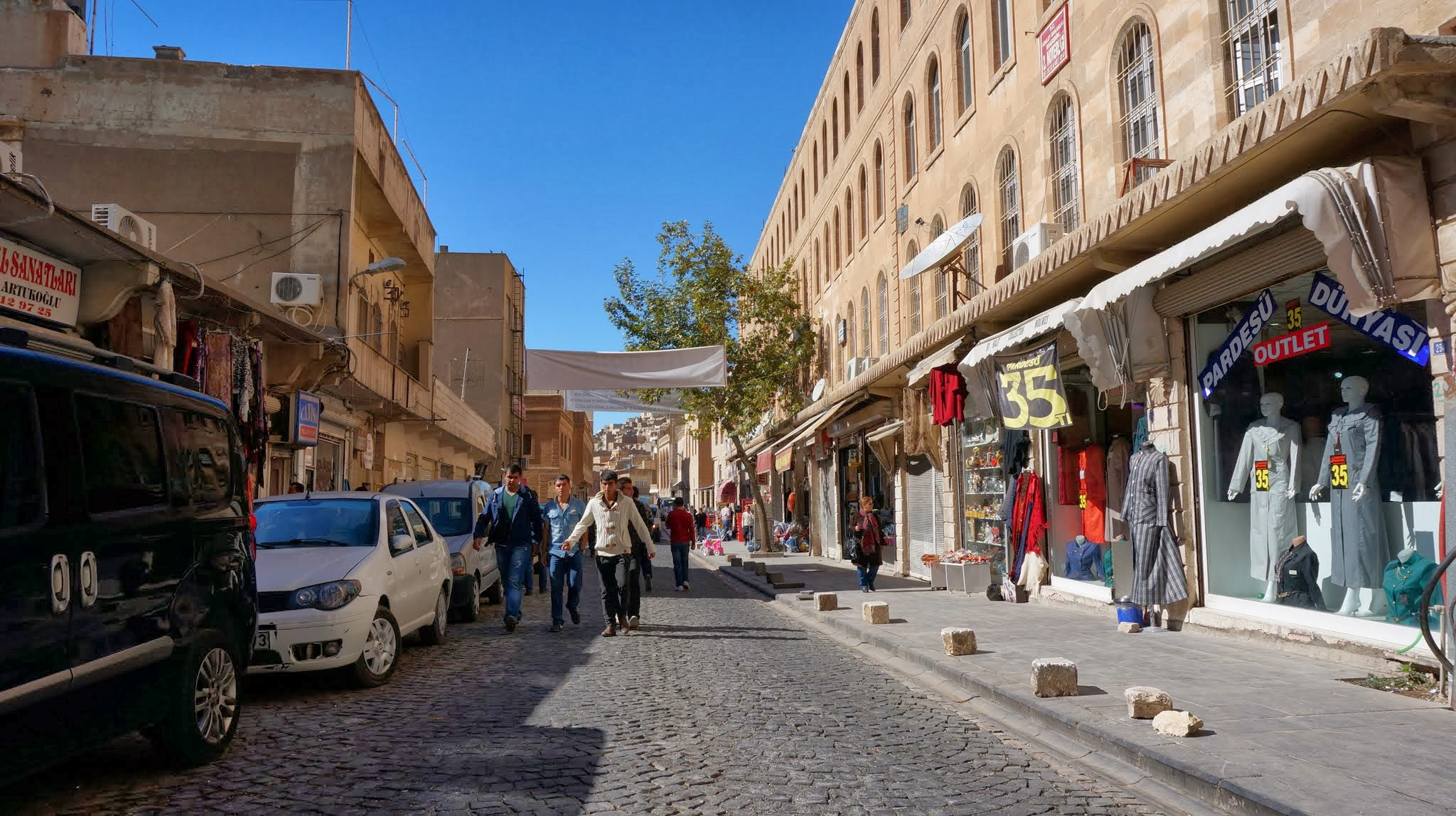
Straßenszene
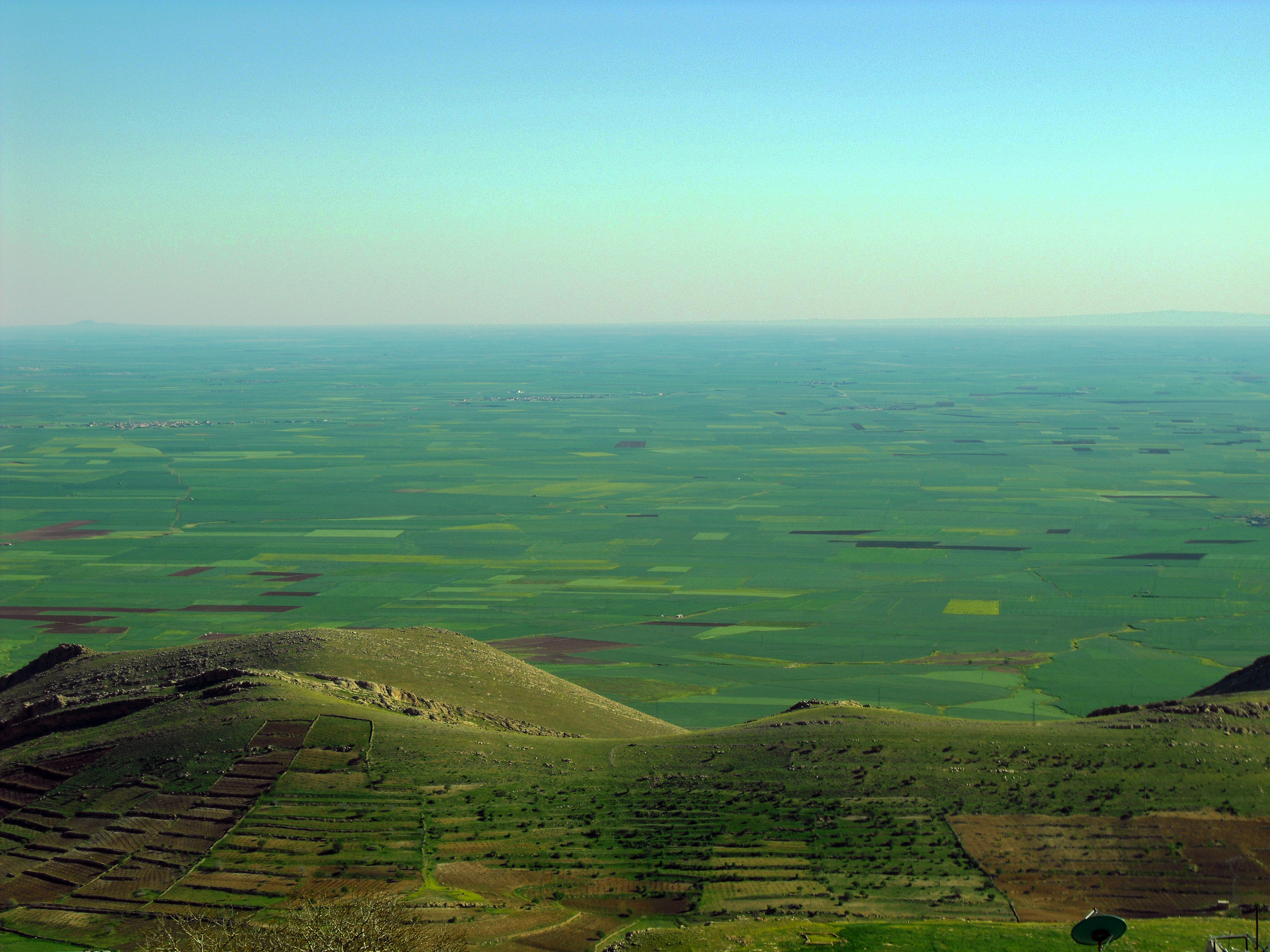
Landschaft südlich von Mardin

## Bildung
Seit Mai 2007 hat die Provinz Mardin mit der Mardin Artuklu Üniversitesi eine eigene Universität. Benannt ist die Universität nach der türkischen Dynastie der Ortoqiden (türk.: Artuklu). Erstmals in der Geschichte der Türkei wurden dabei am Institut für lebende Sprachen Lehrstühle für die kurdische, syrisch-aramäische und arabische Sprache, Literatur und Geschichte eingerichtet. Außerdem soll in Zukunft auch noch Persisch dazukommen.

## Politik
Bei den Kommunalwahlen 2014 wurde Ahmet Türk von der BDP zum Bürgermeister gewählt. Darauf bevollmächtigte Türk Februniye Akyol als seine Stellvertreterin, weil die BDP das Amt des Bürgermeisters jeweils von einem Mann und einer Frau zusammen ausführen lässt. Ahmet Türk wurde am 17. November 2016 abgesetzt und es wurde der Gouverneur von Mardin Mustafa Yaman als Treuhänder eingesetzt. Am 24. November 2016 wurde Ahmet Türk wegen angeblicher Terrorvergehen festgenommen und kam im Februar 2017 wieder frei. Februniye Akyol war die erste christliche Bürgermeisterin der Türkei.

## Söhne und Töchter der Stadt
- Elias Mellus (1831–1908), chaldäisch-katholischer Erzbischof
- Ignatius Maloyan (1869–1915), armenisch-katholischer Erzbischof
- Jean Couzian (1874–1933), armenisch-katholischer Bischof
- Jacques Nessimian (1876–1960), armenisch-katholischer Erzbischof
- Philoxenos Yuhanon Dolabani (1885–1969), syrisch-orthodoxer Metropolit und Autor
- Nabia Abbott (1897–1981), US-amerikanische Islamwissenschaftlerin, Paläografin und Papyrologin
- Joseph Gennangi (1898–1981), armenisch-katholischer Bischof
- Iknadios Bedros XVI. Batanian (1899–1979), Patriarch von Kilikien
- Yousuf Karsh (1908–2002), kanadischer Fotograf armenischer Herkunft
- Clément Ignace Mansourati (1917–1982), Geistlicher und Weihbischof im syrisch-katholischen Patriarchat von Antiochia
- Gregorios Elias Tabé (1941–2023), syrisch-katholischer Erzbischof von Damaskus
- Muammer Güler (* 1949), Politiker
- Ergin Sezgin (* 1953), Physiker
- Murathan Mungan (* 1955), Schriftsteller
- Halil Altındere (* 1971), Multimediakünstler und Publizist
- Cindi Tuncel (* 1977), deutscher Politiker (Die Linke), MdBB
- Ekrem Dağ (* 1980), türkisch-österreichischer Fußballspieler
- İlyas Akan (* 1991), Fußballspieler
- Okan Alkan (* 1992), Fußballspieler

## Städtepartnerschaft
- Slowenien, Ljubljana
- Irak, Mosul
- Irak, Arbil
- Syrien, al-Hasaka
- Türkei, Konya
- Türkei, İzmit
- Türkei, Kartal
- Türkei, Bahçelievler
- Türkei, Zeytinburnu
- Türkei, Buca
- Türkei, Bandırma
- Marokko, Ouarzazate
- Volksrepublik China, Golmud